# Kremlin Cup 2015
La Kremlin Cup 2015, anche conosciuto come Kremlin Cup by Bank of Moscow per motivi di sponsorizzazione, è stato un torneo di tennis che si è giocato sul cemento indoor. È stata la 26ª edizione del torneo maschile che fa parte della categoria ATP World Tour 250 series nell'ambito dell'ATP World Tour 2015 e la 20ª del torneo femminile che fa parte della categoria Premier nell'ambito del WTA Tour 2015. Il torneo si è giocato allo Stadio Olimpico di Mosca, in Russia, dal 19 al 25 ottobre 2015.

## Partecipanti ATP

### Teste di serie
| Nazionalità | Giocatore             | Ranking* | Testa di serie |
| ----------- | --------------------- | -------- | -------------- |
| Croazia     | Marin Čilić           | 12       | 1              |
| Spagna      | Roberto Bautista Agut | 23       | 2              |
| Serbia      | Viktor Troicki        | 24       | 3              |
| Germania    | Philipp Kohlschreiber | 31       | 4              |
| Uruguay     | Pablo Cuevas          | 35       | 5              |
| Croazia     | Borna Ćorić           | 40       | 6              |
| Portogallo  | João Sousa            | 45       | 7              |
| Kazakistan  | Michail Kukuškin      | 50       | 8              |

* Ranking al 12 ottobre 2015.

### Altri partecipanti
I seguenti giocatori hanno ricevuto una wildcard per il tabellone principale:
- Evgenij Donskoj
- Cem İlkel
- Andrej Rublëv

I seguenti giocatori sono passati dalle qualificazioni:

- Tatsuma Itō
- Aslan Karacev
- Dušan Lajović
- Pere Riba

## Partecipanti WTA

### Teste di serie
| Nazionalità | Giocatrice                | Ranking* | Testa di serie |
| ----------- | ------------------------- | -------- | -------------- |
| Polonia     | Agnieszka Radwańska       | 6        | 1              |
| Rep. Ceca   | Lucie Šafářová            | 7        | 2              |
| Italia      | Flavia Pennetta           | 8        | 3              |
| Germania    | Angelique Kerber          | 9        | 4              |
| Spagna      | Carla Suárez Navarro      | 13       | 5              |
| Rep. Ceca   | Karolína Plíšková         | 15       | 6              |
| Romania     | Irina-Camelia Begu        | 25       | 7              |
| Slovacchia  | Anna Karolína Schmiedlová | 26       | 8              |
| Francia     | Kristina Mladenovic       | 27       | 9              |

* Ranking al 12 ottobre 2015.

### Altre partecipanti
Le seguenti giocatrici hanno ricevuto una wildcard per il tabellone principale:
- Flavia Pennetta
- Karolína Plíšková
- Agnieszka Radwańska
- Elena Vesnina

Le seguenti giocatrici sono passate dalle qualificazioni:

- Dar'ja Kasatkina
- Klára Koukalová
- Aljaksandra Sasnovič
- Anastasija Sevastova

Giocatrici entrate come lucky loser:
- Paula Kania
- Ana Bogdan

## Campioni

### Singolare maschile
Marin Čilić ha sconfitto in finale  Roberto Bautista Agut per 6–4, 6–4.
- È il quattordicesimo titolo in carriera per Čilić, il primo del 2015.

### Singolare femminile
Svetlana Kuznecova ha sconfitto in finale  Anastasija Pavljučenkova per 6-2, 6-1.
- È il quindicesimo titolo in carriera per la Kuznecova, il primo della stagione.

### Doppio maschile
Andrej Rublëv /  Dmitrij Tursunov hanno sconfitto in finale  Radu Albot /  František Čermák per 2–6, 6–1, [10–6].

### Doppio femminile
Dar'ja Kasatkina /  Elena Vesnina hanno sconfitto in finale  Irina-Camelia Begu /  Monica Niculescu per 6-3, 6(7)–7, [10-5].